# Бернаскони, Умберто
Умберто Бернаскони Гальварт (исп. Umberto Bernasconi Galvart; 17 ноября 1910 или 17 декабря 1910, Монтевидео — неизвестно) — уругвайский баскетболист. Участник летних Олимпийских игр 1936 года, чемпион Южной Америки 1930 года, серебряный призёр чемпионата Южной Америки 1937 года, двукратный бронзовый призёр чемпионата Южной Америки 1935 и 1938 годов.

## Биография
Умберто Бернаскони родился 17 ноября 1910 года в уругвайском городе Монтевидео.
В составе сборной Уругвая четырежды выигрывал медали чемпионата Южной Америки: золотую в 1930 году в Монтевидео, бронзовые в 1935 году в Рио-де-Жанейро и в 1938 году в Лиме, серебряную в 1939 году в Рио-де-Жанейро.
В 1936 году вошёл в состав сборной Уругвая по баскетболу на летних Олимпийских играх в Берлине, занявшей 6-е место. Провёл 6 матчей, набрал (по имеющимся данным) 10 очков в матче со сборной Канады.
Дата смерти неизвестна.